# وتیوازولن
وتیوازولن (به انگلیسی: Vetivazulene) با فرمول شیمیایی C۱۵H18 یک ترکیب شیمیایی با شناسه پاب‌کم ۶۸۲۵۳ است. که جرم مولی آن ۱۹۸٫۳۱ g/mol می‌باشد. 